# Tim Roman Wieling
Tim Roman Wieling (* 25. September 1996 in Bielefeld) ist ein deutscher Handballspieler.

## Laufbahn
Wieling begann im Alter von vier Jahren das Handballspielen. In der B-Jugend wechselte er 2012 vom TuS 97 Bielefeld-Jöllenbeck zu GWD Minden und spielte dort später zunächst in der A-Jugend-Bundesliga. Für die zweite Mannschaft spielte er in der 3. Liga, wo er in der Saison 2015/16 mit 185 Toren auf dem sechsten Platz der Torschützenliste landete. Seinen ersten Einsatz in der ersten Mannschaft absolvierte er am 5. Dezember 2015 gegen den EHV Aue in der 2. Liga. Ab der Saison 2016/17 gehörte Wieling fest zum Kader der Bundesliga-Mannschaft. Sein Bundesliga-Debüt feierte er am 12. September 2016 im Heimspiel gegen Frisch Auf Göppingen. Zur Saison 2017/18 wechselte er zum TSV Bayer Dormagen in die 3. Liga und erreicht in der Saison 2018/19 mit 236 Toren den vierten der Torschützenliste der 2. Bundesliga. Im Sommer 2019 schloss er sich dem Bundesligisten TVB 1898 Stuttgart an. Zur Saison 2021/22 wechselte er zum ASV Hamm-Westfalen. Seit der Saison 2023/24 steht er beim TuS N-Lübbecke unter Vertrag.
Wieling studiert Sportmanagement und Kommunikation in Köln.
Sein Vater Matthias trainiert den Landesligisten HT SF Senne.